# Brama bioasekuracyjna
Brama bioasekuracyjna – nazywana również bramą dezynfekcyjną, przeznaczona jest do oprysku środkiem dezynfekującym wszystkich pojazdów: maszyn rolniczych, samochodów ciężarowych, samochodów osobowych w rolnictwie oraz w przemyśle spożywczym. Brama bioasekuracyjna zabezpiecza przed przeniesieniem przez pojazdy chorób wirusowych (np. ASF, ptasiej grypy) na teren fermy czy zakładu produkcyjnego.

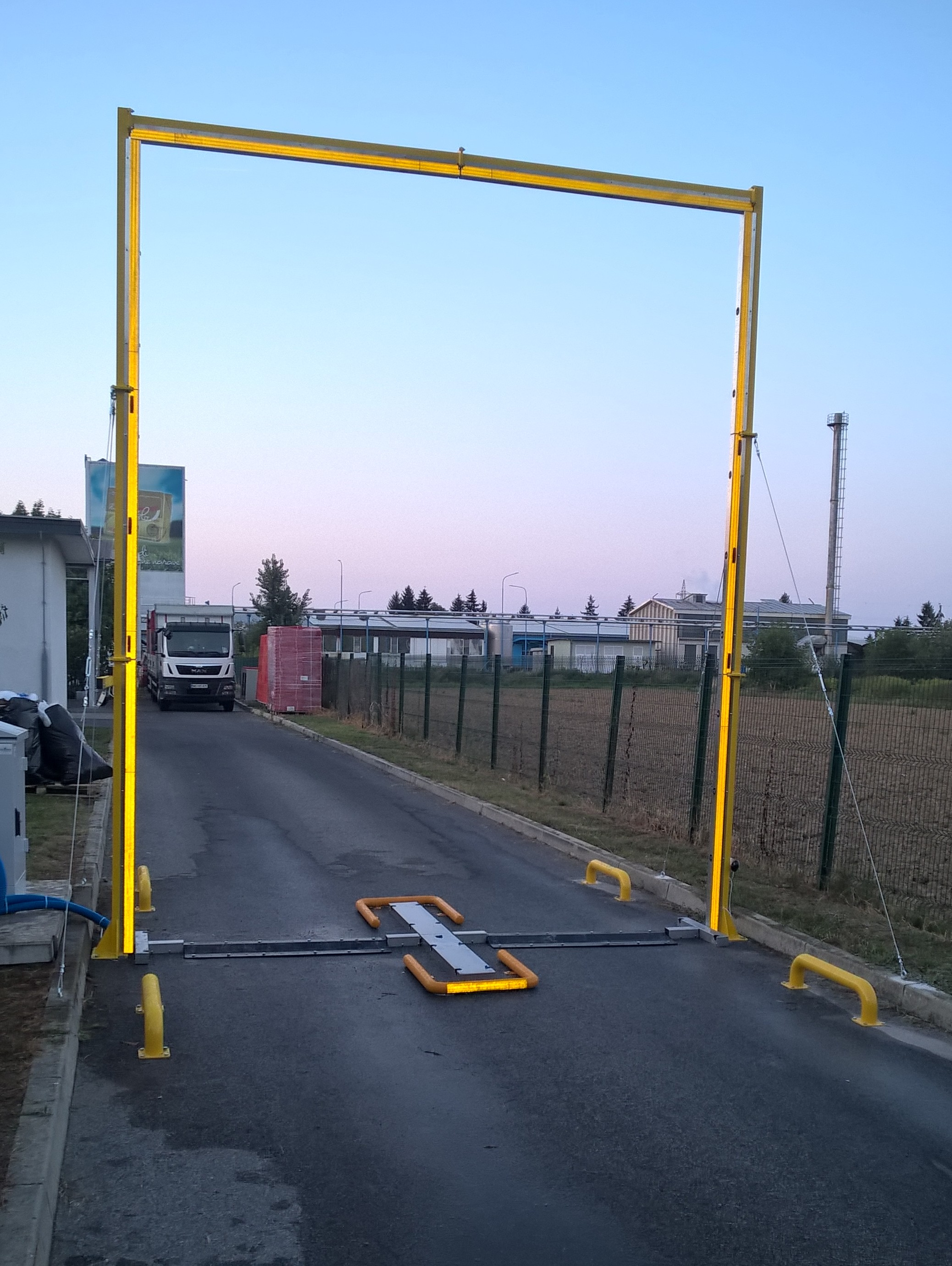

Brama bioasekuracyjna montowana jest najczęściej na stałe przy bramie wjazdowej. W porównaniu do innych metod dezynfekcji: mat dezynfekcyjnych, niecek oraz wanien przejazdowych, które dezynfekują tylko cześć kół, brama bioasekuracyjna dezynfekuje pojazd ze wszystkich stron. Pojazd przejeżdżający przez bramę bioasekuracyjną, dezynfekowany jest zawsze czystym, niezanieczyszczonym roztworem środka dezynfekującego, gwarantując jego skuteczne działanie. Maty oraz niecki dezynfekujące wymagają systematycznego czyszczenia i uzupełniania preparatu dezynfekującego (w zależności od stosowanego preparatu, wymiana roztworu dezynfekującego konieczna jest od 1 do 4 razy na tydzień). Uzupełnianie brudnych mat i niecek nowym płynem dezynfekującym jest bezcelowe, gdyż zgromadzony brud praktycznie natychmiast dezaktywuje jego działanie.